# Theodor Erdmann
Albrecht Johannes Theodor Erdmann (* 5. September 1795 in Oldenburg; † 8. Dezember 1893 ebenda) war ein deutscher Verwaltungsjurist und letzter Regierungspräsident des Großherzogtums Oldenburg.

## Jugend- und Studentenzeit
Theodor Erdmann war das zweite von vier Kindern des Herzoglich-Oldenburgischen Kammersekretärs Johann Wiegand Christian Erdmann (1764–1842) und dessen Frau Dorothea, geb. Ranniger (1771–1849).
Erdmanns Abitur 1812 fiel in die Französische Besatzungszeit Norddeutschlands durch Napoleon Bonaparte. Zwar hatte Großherzog Peter I. vor dem Antritt seines Exils in Russland 1811 alle seine Beamten aus ihrer Dienstpflicht entlassen, die Franzosen setzten Erdmanns Vater jedoch als Maire von Oldenburg und Mitglied des Consiels (Staatsrats) des Weserdepartements ein. Theodor Erdmann selbst lernte seit Ostern 1812 zunächst im Büro des Unterpräfekten Johann Eberhard Pavenstedt und dann bei dessen Nachfolger Baron Frochot französische Verwaltung und Sprache. Nachdem sein Vater im Mai 1813 mit dem Ziel der Einschüchterung von den Franzosen verhaftet und erst im Juni freigesprochen worden war, wurde Erdmann noch im selben Monat nach Hamburg geschickt, um die Stelle eines Privatsekretärs bei Friedrich August Rüder einzunehmen, der ein Freund seines Vaters und von den Franzosen nach der Rückkehr der Napoleonischen Truppen als Bürgermeister in Hamburg eingesetzt worden war. Während eines Urlaubsaufenthaltes bei der Familie seiner Mutter in Eutin wurde die Stadt im September 1813 von dänischen Truppen befreit und Erdmann daraufhin von seinen Verwandten aus Sicherheitsgründen zum Studium der Rechtswissenschaft nach Kiel geschickt. Als es im Dezember auch dort zu Gefechten kam, kehrte Erdmann zunächst in das bereits befreite Oldenburg zurück und nahm dann zum 1. Mai 1814 das Studium an der Georg-August-Universität Göttingen auf, um dieses im Oktober 1815 an der Universität in Heidelberg fortzusetzen und im Dezember 1816 mit dem Examen abzuschließen. In Göttingen war Erdmann Mitglied des Corps Bremensia, in Heidelberg der Landsmannschaft Westfalen.

## Großherzoglich-Oldenburgischer Beamter in Eutin
Erdmanns Vater war nach der Franzosenzeit Oberamtmann in Zwischenahn geworden und Theodor Erdmann half hier nach seinem Studium in der Registratur, bevor im März 1817 seine Zeit als Referendar am Landgericht in Neuenburg in Friesland begann. Noch vor dem 2. Staatsexamen ging jedoch der Landgerichtspräsident zum 1. Januar 1818 in den Ruhestand, und Erdmann wurde ohne Prüfung in die ehemalige Stellung seines Vaters als Kammersekretär des Großherzogs nach Oldenburg berufen. Die Kammer des Großherzogs führte damals die Finanz- und Verwaltungsangelegenheiten des Großherzogtums und war auch für die Militärverwaltung zuständig, der Erdmann als Auditor zugeteilt wurde.
Im September 1819 ging er als Regierungsassessor nach Eutin, welches damals zum Großherzogtum gehörte und wo er im Kreis seiner mütterlichen Verwandtschaft die Bekanntschaft des berühmten Malers Johann Heinrich Wilhelm Tischbein machte. In Eutin bereitete er die Gesetzessammlung vor, die 1836/37 von seinem Schwager Maximilian Heinrich Rüder als Handbuch zur Kenntnis der Partikular-Gesetzgebung des Fürstentums Lübeck herausgegeben wurde und war für die Liquidation der Kriegskosten zuständig. 1823 übernahm er auch die Verantwortung über die Verwaltung der Angelegenheiten des 1803 säkularisierten Domkapitels.
1830, nur zwei Jahre nach seiner Ernennung zum Regierungsrat, wurde ihm die Aufklärung des Mordfalles am dänischen Gesandten in Eutin Rudolf Anton Ludwig von Qualen übertragen, die allerdings 1837 mit einem Freispruch der Angeklagten vor dem Großherzoglichen Oberappellationsgericht Oldenburg endete.

## Erdmanns Rolle für die Entstehung Wilhelmshavens
Aufgrund der begrenzten Aufstiegsmöglichkeiten im Eutiner Beamtenapparat, bewarb sich Erdmann bei Großherzog August I., der ihn 1840 als Regierungsrat nach Oldenburg zurückholte. Dort übernahm er zunächst die Polizeiverwaltung und reorganisierte die dazugehörigen Strafanstalten. Die ihm 1844 übertragene Aufgabe, die Hoheits- und Eigentumsfragen hinsichtlich der Strombauten mit Bremen und dem Königreich Hannover zu verhandeln, zog sich über zwei Jahrzehnte und konnten erst 1854 bzw. 1867 zum Abschluss gebracht werden. Vom Großherzog zum Geheimen Hofrat ernannt, gehörte Erdmann 1848 der Regierungskommission an, die in Hannover und Celle über Maßnahmen zum militärischen Schutz der Nordseeküste beriet. Er nahm auch an den Verhandlungen teil, die der Fünfzigerausschuss der Frankfurter Nationalversammlung im Mai 1848 in Hannover zur Flottenfrage abhielt und organisierte die Fahrrinnenwasser-Untersuchung von Jade und Weser. Mit zwei Denkschriften versuchte er, die Zentralregierung und den Großherzog zum Bau eines Kriegshafens im heutigen Wilhelmshaven zu veranlassen, weshalb der Großherzog ihn scherzweise gern als „meinen Marine-Minister“ bezeichnete. Allerdings bevorzugte der Reichs-Marinebefehlshaber Karl Rudolf Brommy den Oldenburger Standort Brake an der Unterweser als Quartier der Reichsflotte und ließ mit Hilfe der Nordseestaaten 1849 dort ein Reparaturdock errichten. Nach der Auflösung der Frankfurter Nationalversammlung und der Reichsflotte verhandelte Erdmann ab Juni 1852 mit Preußen in Person des Geheimen Admiralitätsrats Samuel Gottfried Kerst den Jade-Vertrag, der am 20. Juli 1853 zur Abtretung der 340 Ha großen, oldenburgischen Gebiets an der Außenjade an Preußen führte, auf dem später Wilhelmshaven entstand. Die unauffällige Durchführung des Vertrages gelang nur, weil Erdmanns Schwager Rüder als Anwalt einzelne Landstellen für den preußischen Fiskus aufkaufte. Erdmann wurde vom neuen Großherzog Peter II. zum Bevollmächtigten für die Vertragsdurchführung ernannt. Die preußischen Zahlungen nutzte Erdmann um 1854 für einen Vergleich mit den umstrittenen Erben der Herrschaft Kniphausen und Varels, die damit auf ihre Rechte verzichteten und die Herrschaften in großherzoglichen Besitz gaben. Damit war der 180-jährige Bentinckschen Erbfolgestreit zwischen den Oldenburgern und der Familie Bentinck um diese Herrschaften beigelegt.
Erdmann war der Delegierte des Großherzogtums in den Verhandlungen zur Ablösung des Sundzolls und einer der Unterzeichner der Kopenhagener Konvention vom 14. März 1857.

## Regierungspräsident von Oldenburg
Nach dem Tod des Regierungspräsidenten Friedrich Mutzenbecher wurde Erdmann nach einer Übergangszeit am 1. Mai 1857 zu dessen Nachfolger gewählt. In seine Amtszeit fielen die Verträge mit Preußen 1864 zum Bau einer Eisenbahn von Wilhelmshaven über Oldenburg nach Bremen und weiter zum Anschluss an die schon bestehende Mindener Bahntrasse. 1867 folgte der Bau der Bahn von Oldenburg nach Leer.
Zum 50. Dienstjubiläum wurde er schließlich zum Geheimrat mit dem Anrecht auf die Bezeichnung „Excellenz“ befördert und von Preußen mit dem Roten Adlerorden, 2. Klasse geehrt. Nach der Neuorganisation des Ministeriums und der Aufhebung der Regierung im Dezember 1868 wurde Erdmann am 5. Mai 1869 Präsident des evangelischen Oberschulkollegiums und verblieb in diesem Amt bis zu seinem 82. Lebensjahr im Jahr seines 60. Dienstjubiläums 1877. Den Vorsitz über die Kommission zur Verwaltung der Fonds und milden Stiftungen des Großherzogtums behielt er gar bis 1891 und legte ihn erst mit 96 Jahren und nach seinem 75. Dienstjubiläum nieder.
Theodor Erdmann starb im 99. Lebensjahr am 8. Dezember 1893 in seinem Haus in Oldenburg.

## Familie
Theodor Erdmann heiratete am 17. April 1827 in Eutin Emma, geb. Rüder. Das Paar hatte vier Kinder gezeugt: Elisabeth (1828–1829), Marie Elisabeth (1830–1878), Johannes (1833–1901), Pächter der Domäne Klein Bertung in Ostpreußen und Hugo (1836–1878), der als Kapitän des Norddeutschen Lloyds auf dem Atlantik durch ein herabfallendes Eisenteil getötet wurde.

## Auszeichnungen
- Oldenburgischer Haus- und Verdienstorden des Herzogs Peter Friedrich Ludwig

Capitular 1854
Ehrengroßkomtur 1867
Capitular-Großkomtur 1871
Ehren-Großkreuz 1872
- Roter Adlerorden, 2. Klasse 1867
- Dannebrogorden, Kommandeur 4. August 1857

## Veröffentlichungen
- Chronologische Sammlung für den bischöflichen Antheil des Hochstifts Lübeck erlassener Verordnungen, Verfügungen, Normal-Rescripte ... Band 1 (1566–1712)
- Chronologische Sammlung für den Domcapitelschen Antheil des Hochstifts Lübeck erlassener Verordnungen und Verfügungen seit 1580
- Chronologische Sammlung der für das Fürstenthum Lübeck erlassenen Verordnungen, Verfügungen und Normal-Rescripte: 1. Band 1804–1809, 2. Band 1810–1815, 3. Band 1815–1820, 4. Band 1821–1825, 5. Band 1826–1829, 6. Band 1829–1831, 7. Band 1832–1834, 8. Band 1835–1837; Supplement 1643–1837; Alphabetisches Register 1804–1835
- Chronologische Sammlung der für das Fürstenthum Lübeck erlassenen, nicht in die Gesetzsammlung aufgenommenen Verfügungen und Normal-Rescripte: 1838 – Juni 1840